# Таароф
Таароф (перс. تعارف‎) — специфическая форма речевого этикета в Иране, характеризуемая как «церемониальная неискренность». Слово «таароф» имеет арабское происхождение и буквально переводится как «знакомство» (в значении «процесс знакомства людей друг с другом»). Таароф отличается сложным набором неписаных правил, в той или иной мере охватывает большинство аспектов повседневной жизни и играет большую роль в иранской культуре, а в некоторых источниках обозначается как фундаментальное для неё понятие.
Наиболее известным примером таарофа является ситуация, когда «хозяин» делает какое-либо предложение «гостю» или «клиенту», тогда как последний должен вежливо от него отказаться; затем то же предложение повторяется ещё несколько раз (чаще всего дважды), и после третьего отрицательного ответа стороны обычно так или иначе определяют, были ли предложение и отказ от него искренними или нет. Это правило действует в различных ситуациях: например, человек на улице может пригласить прохожего к себе в дом на обед, в действительности не собираясь его угощать; продавец либо водитель такси может заявить, что его товар либо поездка бесплатны, причём принять возражения от клиента (которые тот в действительности обязан предъявить) лишь с третьего раза; с другой стороны, гость на обеде у хозяина в случае предложения добавки должен отказываться от неё трижды даже в том случае, если на самом деле ещё голоден и хотел бы её получить. Незнание правил этого этикета иностранцами и неправильное истолкование предложений и отказов может приводить к неловким ситуациям, причём в том числе для делающих определённые предложения местных жителей, которые, например, на самом деле вовсе не имели намерений принимать у себя гостей.
Существуют и другие примеры таарофа, в том числе связанные с трудовыми отношениями: например, работник, желающий поговорить с начальником о повышении заработной платы, не может напрямую обратиться к нему с такой просьбой, а должен начать разговор с комплиментов своему руководителю, что способно привести к довольно длительному вежливому диалогу, по итогам которого собеседник должен понять намерения подчинённого и постепенно перейти в беседе непосредственно к этой теме. Социальный статус участников диалога имеет большое значение для таарофа: от того, является ли таковой у собеседника более высоким, более низким или тем же самым, что и у говорящего, зависит допустимость его использования в определённых ситуациях, а также некоторые формы этого этикета.
Оценки данного явления в источниках различаются: утверждается, что таароф является демонстрацией вечного приоритета дружбы по отношению к любым другим формам взаимоотношений, но вместе с тем отмечается, что он нередко используется для контроля над другим человеком или для его унижения, особенно если собеседник имеет более низкий социальный статус.